# Johannes Fåhraeus

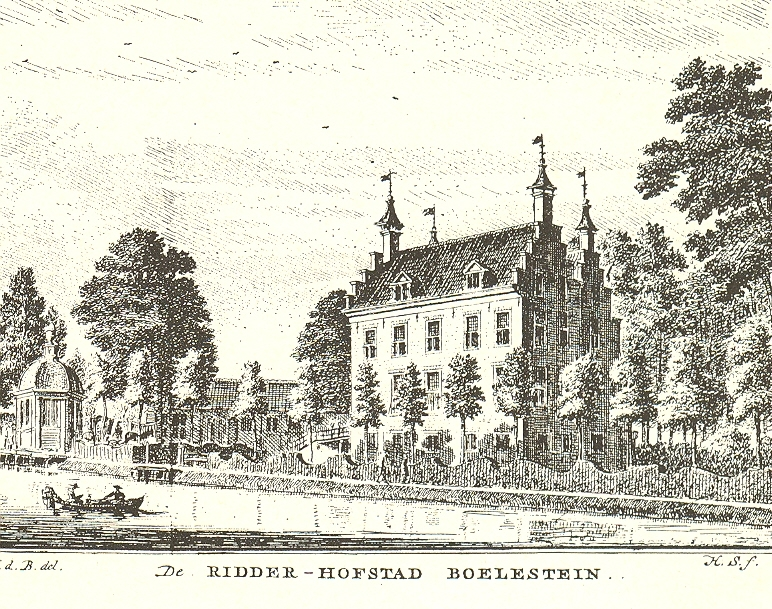
Bo(e)le(n)stein voor de verbouwing van 1825

Johannes Fåhraeus (spreek uit: foreüs) (1745 - Amsterdam, 1821) was een koopman afkomstig uit Visby (Gotland, in Zweden). Hij trok naar Amsterdam om met zijn neef Johan Joachim Laurin de zaken voort te zetten van zijn overleden familieleden Jacobus Swarth en Hans Nicolas Lunge, en trouwde met de weduwe van de laatste, Hester Tekelenburg.
De firma handelde ook op Suriname, was actief in de negociatiehandel en zelfs in de transatlantische slavenhandel. Hij werd in 1793 aangesteld als directeur van de Sociëteit van Suriname en regelde de opheffing, die na langdurige onderhandelingen op 19 oktober 1795 haar beslag kreeg. In eerste instantie speelde ook Jan Philip de Quesne daarbij een belangrijke rol, maar hij stierf kort voordat het doek viel.
De Sociëteit van Suriname en die van Berbice waren na de opheffing van de WIC in 1791 blijven bestaan, maar in 1795, het jaar van de Bataafse Revolutie, werd iedereen ontslagen. De werkwijze van de Sociëteit werd niet langer aanvaardbaar geacht. De directeuren en burgerrepresentanten bedankten elkaar vriendelijk voor de harmonieuze samenwerking.
In 1814, nog voor het Congres van Wenen, zou Zweden een poging doen om het beheer over Suriname en Curaçao in handen te krijgen in ruil voor Guadeloupe. Het lukte de Engelse diplomaat Castlereagh de Zweden af te kopen voor een miljoen pond in cash.
Fåhraeus woonde aanvankelijk op de Rozengracht, maar verhuisde in de loop der jaren naar Herengracht 420. In 1819 kocht Fåhraeus het huis Bolenstein aan de rivier de Vecht. Hij woonde toen al in Maarssen, op Vechtenstein. Toen hij twee jaar later overleed, kwamen zijn nabestaanden naar Nederland om het huis te veilen.